# Wijding

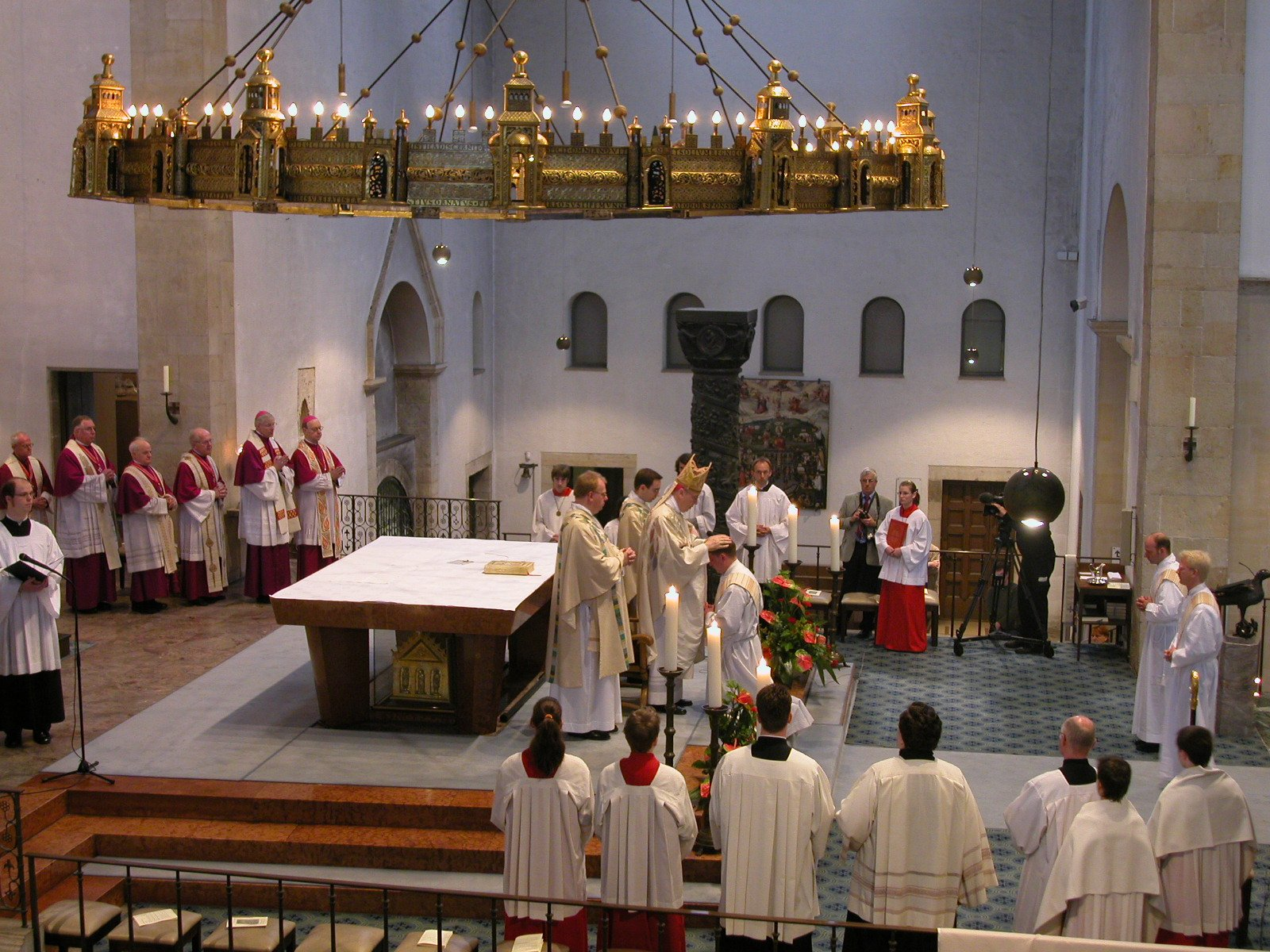
Een bisschop wijdt een priester volgens de Romeinse ritus

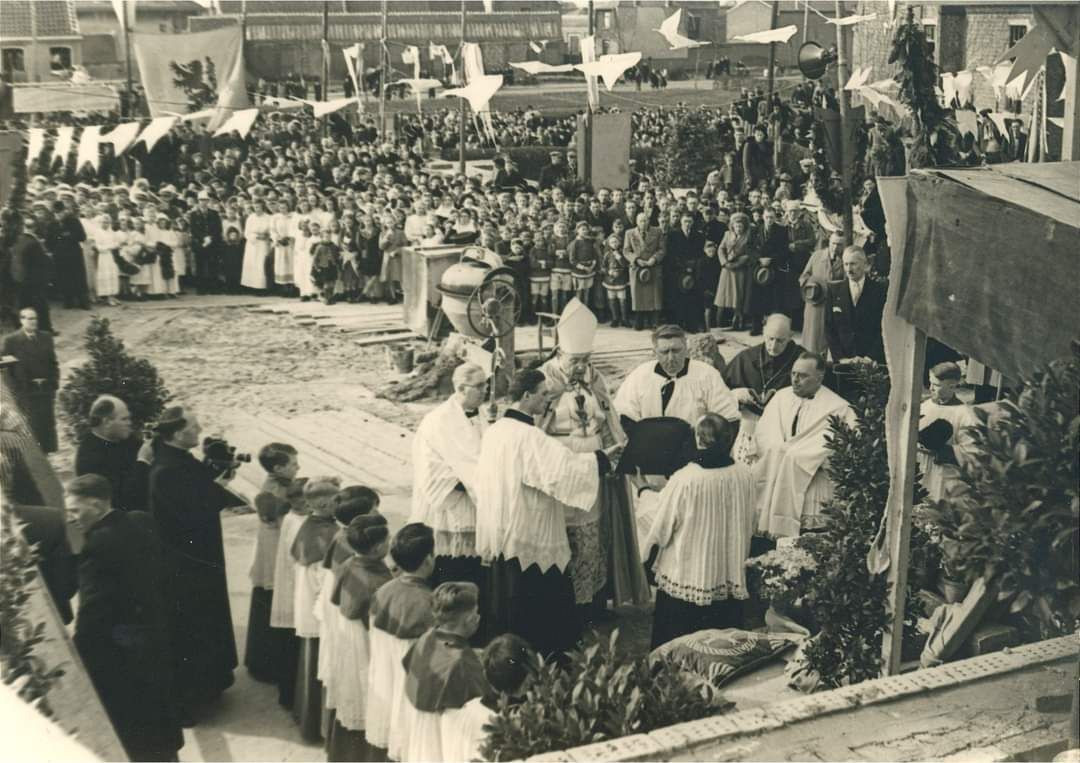
Een bisschop wijdt een kerk in.

Wijding is een gebeurtenis of rituele handeling waardoor personen, plaatsen of zaken aan een godheid of hogere macht worden toegeheiligd. De wijding kan expliciet gebeuren, door wijdingshandelingen, of impliciet, waarbij een overgeleverde of ervaren gebeurtenis wordt geïnterpreteerd als een wijding. Eventueel kan een impliciete wijding bevestigd worden door een expliciete. Alle of vrijwel alle religies kennen de wijding van personen en plaatsen. Ook de wijding van voorwerpen komt veel voor, maar is minder algemeen. Wijding kan dienen om een algemene zegen af te smeken, maar kan ook veel specifieker zijn. Het gewijde kan bijvoorbeeld bestemd worden voor de eredienst of voor een bepaalde taak of queeste.

## Christendom
In het christendom wordt wijding gebruikt om het gewijde te bestemmen voor de eredienst of om de genade van God over de betrokken personen of zaken af te smeken. Zo kan men bijvoorbeeld in het christendom gewijd worden tot diaken, priester of bisschop. Het gebruik komt vooral voor in de Rooms-Katholieke Kerk en het oosters christendom, en binnen het protestantisme. De wijding tot het priesterschap is een van de zeven katholieke sacramenten.

### Katholieke Kerk

#### Personen
Een wijding is onuitwisbaar. Het is een kerkelijke bezegeling van een roeping. Een wijding is tegelijkertijd gave en opgave. Door de wijding zijn de wijdelingen gelijkvormig geworden met het beeld van Christus, de hoogste en eeuwige priester. De priesterwijding is een sacrament.

##### Graden
De wijding kent zeven graden of orden. Deze worden in 252 voor het eerst genoemd in een brief van paus Cornelius. Vier daarvan zijn lagere wijdingen, de laatste drie zijn de hogere wijdingen.
De vier lagere wijdingen (ook wel: kleine wijdingen of mindere orden) zijn
1. Ostiarius (deurbewaarder/koster)
2. Lector (lezer)
3. Exorcist (bezweerder)
4. Acoliet (misdienaar)

De drie hogere wijdingen (soms: grote wijdingen) zijn
1. Subdiaken
2. Diaken
3. Priester

De wijding tot bisschop wordt gezien als de volheid van het priesterschap, en dus ingedeeld onder de noemer priester. Soms wordt de bisschopswijding apart genoemd, en dan zijn er acht wijdingsgraden. In de middeleeuwen gold bovendien de tonsuur (kruinschering) als een lagere wijding, waardoor het totale aantal op negen wijdingsgraden kon komen.
In het overgrote deel van de Katholieke Kerk zijn de vijf laagste wijdingsgraden (tot en met subdiaconaat) sinds het motu proprio Ministeria quaedam van Paus Paulus VI op 1 januari 1973 achterwege gelaten. De wijdingen van lector en acoliet werden vervangen door de ‘aanstelling’. In plaats van het subdiaconaat, waarmee de wijdeling de verplichting tot het celibaat en tot het brevier aanging, kwam een extra gelofte van zuiverheid bij het ontvangen van de wijding tot diaken.
De Priesterbroederschap van Sint Petrus en een reeks andere instituten die in communio met Rome zijn verbonden, passen deze wijdingen nog toe. Ook de Priesterbroederschap St. Pius X, dat veelal schismatisch geacht wordt ten opzichte van het Vaticaan, heeft de eeuwenoude traditie aangehouden en dient de wijdingen nu nog op dezelfde manier toe als de Kerk vanouds.

##### Liturgie
De celebrant is de bisschop. Veelal vindt de wijding plaats in de hoofdkerk (kathedraal) van het bisdom. Kenmerkend voor de liturgie, die ingepast wordt in een eucharistieviering, zijn de keuze van de kandidaat of kandidaten, de beloften van de wijdelingen, het biddend inroepen van de voorspraak van de heiligen tijdens het zingen of uitspreken van de Litanie van alle Heiligen (de wijdeling ligt daarbij plat ter aarde), de handoplegging in stilte, het wijdingsgebed, de inkleding met liturgische gewaden, de eventuele zalving met het Heilig Chrisma, overhandiging van de bij de functie behorende instrumenten (bijvoorbeeld miskelk en pateen) en de verwelkoming in deze of gene geestelijke stand.

#### Niet-sacramentele wijdingen van personen
Naast het sacrament van de wijding kent de Rooms-Katholieke kerk nog de abtswijding (beter is te spreken van abtszegening) en de maagdenwijding. Dit zijn geen eigenlijke sacramenten, maar sacramentalia. Tot enige jaren na Vaticanum II (1962-1965) werden katholieke geestelijken alvorens priester te worden ook gewijd tot exorcist, poortwachter, lector en acoliet. Dit zijn de zogenaamde lagere wijdingen die heden aanzienlijk minder worden toegediend in de Kerk van de Latijnse ritus. In de oosterse ritus bestaan echter het subdiaconaat, het lectoraat en enkele andere lagere wijdingen voort.
Een bijzondere en verschillend geïnterpreteerde wijding is die van de moeder die zojuist een kind gebaard heeft. Deze zogenaamde kerkgang of kerkengang heeft een karakter van dankzegging voor de goede bevalling. Door sommige vrouwen werd deze kerkgang als vernederend ervaren. De zegen van de priester moest afgesmeekt worden en zijn stola moest geknield worden vastgehouden. Deze wijding was vrijwel verplicht. De kerk(en)gang is later vrijwel verdwenen, maar wordt door sommige vrouwen uit vrije wil nog gevolgd.

#### Andere wijdingen
Naast de wijding van personen worden ook het altaar, luidklokken, de kerk (jaarlijkse gedachtenis hiervan: kerkwijding of kermis), het chrisma, olie, water (tot wijwater) en de paramenten gewijd door een priester of bisschop. Tevens kan een wijding van een woonhuis door een geestelijke plaatsvinden. Op palmzondag worden palmtakjes gewijd ter herinnering aan het Hosanna waarmee de Joden Jezus-Christus ontvingen in Jeruzalem.  Het graf van een gedoopte katholiek wordt voor de begrafenis gewijd door een geestelijke. Aan de Belgische Kust is de zeewijding een terugkerende traditie.

### Oosters-orthodoxe en oudkatholieke kerken
De oosters-orthodoxe kerken en de Oudkatholieke Kerk geloven vrijwel hetzelfde als in de Rooms-Katholieke Kerk, en passen diaken-, priester- en bisschopswijdingen toe, evenals overige zegeningen en objectwijdingen.

### Protestantisme
Het protestantisme kent niet de uitgebreide hiërarchie van de Rooms-Katholieke Kerk en andere oude christelijke stromingen, waardoor er een minder complex stelsel van wijdingen is. Ook worden wijdingsrituelen niet altijd als zodanig benoemd. Bovendien gelooft men veelal niet in een sacramentele apostolische successie.
Twee stromingen binnen het protestantisme kennen wijdingen die vergelijkbaar zijn met de katholieke: 'herder' en bisschop: de Anglicaanse Kerk (pastor; bishop) en de Lutherse Kerk (Pfarrer; Landesbischof). De meeste gelovigen van deze stromingen hechten niet te veel waarde aan de sacramentele potentie van de wijdingen, maar zien ze eerder als zegeningen voor de hiërarchische structuur van hun kerken. Sommige anglicanen houden echter wel aan de apostolische successie vast.